# Howard Estabrook
Howard Estabrook (11 de julho de 1884 - 16 de julho de 1978) foi um ator, produtor cinematográfico, cineasta e roteirista estadunidense. Iniciou sua carreira como ator de teatro e de cinema na era muda, alcançando a era sonora e a era da televisão, trabalhando mais particularmente em roteiros para o cinema. Notabilizou-se por ter recebido, em 1931, o Oscar de melhor roteiro adaptado pelo filme Cimarron.

## Biografia
Nascido Howard Bolles em Detroit, Michigan, Estabrook começou sua carreira em 1904, como ator em Nova York. Sua primeira peça na Broadway foi The Dictator, com 25 performances em 1904. Atuou em mais de 15 peças entre 1904 e 1915, ao lado de atores como John Barrymore, Alice Brady e Paulette Antoine, entre outros. Sua última peça foi Miss Information, em 1915. Ao lado de sua esposa Gretchen Dale escreveu peças para o teatro, tal como Mrs. Avery, em que eles também atuaram.
O primeiro filme em que Estabrook atuou foi em 1914, Officer 666, pela George Kleine Productions, e depois disso apareceu em alguns filmes, tais como Four Feathers, em 1915, e o seriado The Mysteries of Myra, em 1916. Estabrook deixou o cinema em 1916, para tentar o mundo dos negócios, mas retornou em 1921.
A partir de então, Estabrook esteve em posições executivas em vários estúdios de cinema, e começou a produzir filmes em 1924, chegando a produzir meia dúzia de filmes entre 1924 e 1937. Firmando-se como roteirista a partir de 1928, com o filme The Port of Missing Girls, foi responsável por clássicos de Hollywood tais como Hell's Angels (1930) e Street of Chance (1930), filme pelo qual ele foi indicado para o Oscar de 1930. No ano seguinte ganhou o [[Oscar de melhor roteiro adaptado) pelo seu roteiro em Cimarron, estrelado por Richard Dix e Irene Dunne. Em 1935, ele (juntamente com Hugh Walpole e Lenore J. Coffee) adaptou o livro de Charles Dickens David Copperfield para a versão filmada David Copperfield, estrelada por W. C. Fields e Lionel Barrymore. Seu último roteiro foi em 1959, o filme The Big Fisherman.

## Vida pessoal e morte
Casou com a atriz Gretchen Dale, cujo nome verdadeiro era Alice Margaret Baker (n.1884 - ?). Morreu em 16 de julho de 1978, em Woodland Hills, Los Angeles, Califórnia.

## Filmografia parcial

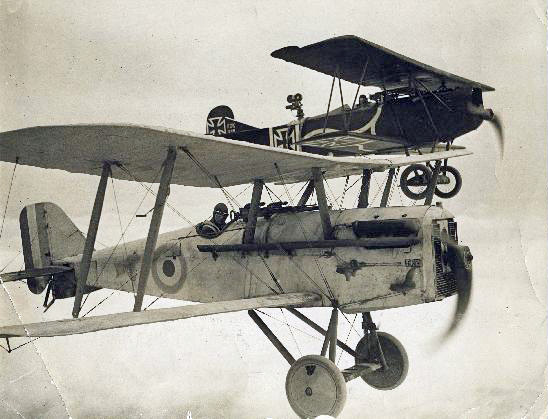
Cena aérea com Frank Clarke e Roy Wilson para o filme Hel’s Angels, de 1930

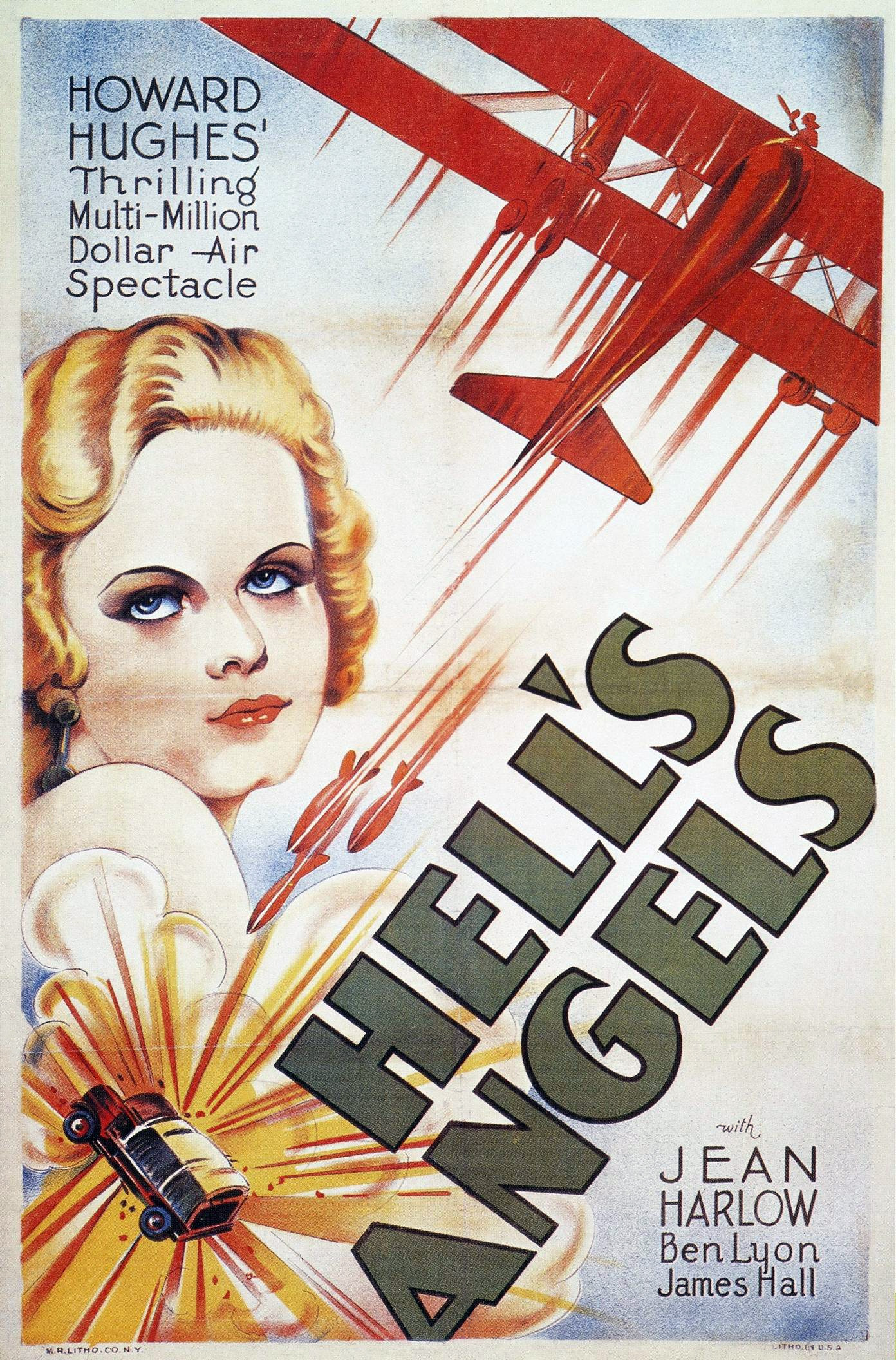
Cartaz do filme Hel’s Angels, de 1930, cujo roteiro era de Estabrook

| Filmes    | Filmes                     | Filmes           | Filmes                                                            |
| Ano       | Filme                      | Papel            | Notas                                                             |
| --------- | -------------------------- | ---------------- | ----------------------------------------------------------------- |
| 1914      | Officer 666                | Gladwin          |                                                                   |
| 1915      | M'Liss                     | John Gray        |                                                                   |
| 1916      | The Mysteries of Myra      | Dr. Payson Alden |                                                                   |
| 1917      | Giving Becky a Chance      | -                | Diretor                                                           |
| 1924      | The Price of a Party       | -                | Produtor                                                          |
| 1925      | North Star                 | -                | Produtor                                                          |
| 1928      | The Shopworn Angel         | -                | Roteiro                                                           |
| 1928      | Forgotten Faces            |                  | Roteiro                                                           |
| 1929      | The Four Feathers          | -                | Roteiro                                                           |
| 1930      | The Bad Man                | -                | Roteiro                                                           |
| 1930      | Slightly Scarlet           |                  | Roteiro                                                           |
| 1930      | Street of Chance           |                  | Roteiro adaptado                                                  |
| 1930      | Hel’s Angels               |                  | Roteiro adaptado                                                  |
| 1931      | Cimarron                   |                  | Roteiro adaptado                                                  |
| 1931      | Are These Our Children     | -                | Adaptação e diálogo Diretor (não-creditado)                       |
| 1932      | A Bill of Divorcement      | -                | Adaptação                                                         |
| 1933      | The Bowery                 | -                | Roteiro                                                           |
| 1935      | David Copperfield          |                  | Roteiro adaptado (juntamente com Hugh Walpole e Lenore J. Coffee) |
| 1935      | Way Down East              | -                | Roteiro                                                           |
| 1937      | Wells Fargo                | -                | Produtor                                                          |
| 1938      | The Cowboy and the Lady    | -                | Contribuição no roteiro, não-creditado                            |
| 1941      | The Corsican Brothers      | -                | Roteiro                                                           |
| 1943      | The Human Comedy           | -                | Roteiro                                                           |
| 1944      | The Bridge of San Luis Rey | -                | Adaptação                                                         |
| 1945      | Dakota                     | -                | Adaptação                                                         |
| 1946      | The Virginian              | -                | Adaptação                                                         |
| 1948      | The Girl from Manhattan    | -                | Roteiro original                                                  |
| 1952      | Lone Star                  | -                | Roteiro original                                                  |
| 1954      | Cattle Queen of Montana    | -                | Roteiro                                                           |
| 1959      | The Big Fisherman          | -                | Roteiro                                                           |
| Televisão |                            |                  |                                                                   |
| Ano       | Título                     | Papel            | Notas                                                             |
| 1958      | The Millionaire            | -                | Roteiro, 1 episódio                                               |
| 1959      | DuPont Show of the Month   | -                | Roteiro, 1 episódio                                               |

## Prêmios e indicações
| Ano  | Prêmio | Resultado | Categoria                        | Filme ou série   |
| ---- | ------ | --------- | -------------------------------- | ---------------- |
| 1930 | Oscar  | Indicado  | Oscar de melhor roteiro adaptado | Street of Chance |
| 1931 | Oscar  | Vencedor  | Oscar de melhor roteiro adaptado | Cimarron         |